# Kalverliefde (lied)
"Kalverliefde" is een nummer van de Nederlandse artiest Robert Long. Het nummer werd uitgebracht als de zesde track op zijn eerste solo-album Vroeger of later uit 1974.

## Achtergrond
"Kalverliefde" is geschreven door Long zelf en geproduceerd door John Möring. Het gaat over de verwarring van een jeugdliefde. In het nummer spreekt Long de luisteraar aan en vertelt een verhaal over een jongen en een meisje die al jong een koppel waren. Zo vroeg het meisje of de jongen bleef eten en gaf zij hem een ring. Naarmate de twee ouder worden, beseft de jongen dat het leven toch niet zo goed was met haar, en dat hij liever dingen wilde doen met vrienden. Uiteindelijk maakt hij de verkering uit en geeft hij haar de ring terug.
"Kalverliefde" was onderdeel van een tape met demo's van Nederlandstalige nummers die door Long waren geschreven. Zijn platenmaatschappij Bovema wilde echter dat Long in het Engels zou zingen, om zo de kans op een internationale carrière te vergroten. Uiteindelijk werden de Nederlandstalige nummers opgenomen en uitgebracht op het album Vroeger of later. In 1993 verscheen het nummer pas voor het eerst op single: ter promotie van het compilatiealbum Het allerbeste van Robert Long - 50 jaar, goed ter been en nog geen lintje werd het samen met "Iedereen doet 't" uitgebracht als dubbele A-kant.
"Kalverliefde" is door een aantal artiesten gecoverd. De Vlaamse groep Mama's Jasje scoorde in 1997 een klein hitje met hun versie van het nummer, die in Nederland op plaats 81 in de Mega Top 100 terechtkwam. Paul de Leeuw zette het nummer in 2014 op zijn album De Leeuw zingt Long, waarop alleen covers van Robert Long staan. Hij nam het nummer op in samenwerking met Ilse DeLange en JB Meijers.

## Hitnoteringen

### NPO Radio 2 Top 2000
| Nummer met noteringen in de NPO Radio 2 Top 2000 | '04 | '05 | '06 | '07 | '08 | '09 | '10 | '11 | '12 | '13  | '14 | '15  | '16  | '17  | '18  | '19  | '20  | '21  | '22  | '23  | '24  |
| ------------------------------------------------ | --- | --- | --- | --- | --- | --- | --- | --- | --- | ---- | --- | ---- | ---- | ---- | ---- | ---- | ---- | ---- | ---- | ---- | ---- |
| Kalverliefde                                     | 862 | 969 | 760 | 573 | 872 | 759 | 813 | 906 | 916 | 1126 | 888 | 1717 | 1661 | 1725 | 1737 | 1461 | 1541 | 1357 | 1462 | 1534 | 1473 |

1. ↑  Een vetgedrukt getal geeft de hoogste notering aan.
2. ↑  2004 was het eerste jaar met een notering voor dit nummer.

### Evergreen Top 1000
| Evergreen Top 1000 | Evergreen Top 1000 | Evergreen Top 1000 | Evergreen Top 1000 | Evergreen Top 1000 | Evergreen Top 1000 | Evergreen Top 1000 | Evergreen Top 1000 | Evergreen Top 1000 | Evergreen Top 1000 | Evergreen Top 1000 | Evergreen Top 1000 | Evergreen Top 1000 | Evergreen Top 1000 | Evergreen Top 1000 | Evergreen Top 1000 | Evergreen Top 1000 |
| Jaar               | 2008               | 2009               | 2010               | 2011               | 2012               | 2013               | 2014               | 2015               | 2016               | 2017               | 2018               | 2019               | 2020               | 2021               | 2022               | 2023               |
| ------------------ | ------------------ | ------------------ | ------------------ | ------------------ | ------------------ | ------------------ | ------------------ | ------------------ | ------------------ | ------------------ | ------------------ | ------------------ | ------------------ | ------------------ | ------------------ | ------------------ |
| Positie            | 334                | 659                | 643                | 643                | 664                | 126                | 117                | 161                | 107                | 111                | 135                | 129                | 82                 | 86                 | 67                 | 82                 |